# Eriocaulon silicicola
Eriocaulon silicicola là một loài thực vật có hoa trong họ Eriocaulaceae. Loài này được Ridl. mô tả khoa học đầu tiên năm 1915.